# 테라 (맥주)
테라(Terra)는 하이트진로에서 발매하는 맥주 브랜드이다. 2019년 3월 처음 발매되었다. 광고 모델은 배우 공유가 맡았다. 2019년 7월과 8월에 2억병을 판매하였다.2025년 3월 광고 모델은 배우 공유에서 지창욱으로 변경되었다.
미쉐린 가이드 서울의 공식 맥주 파트너이다. 유튜버 피지컬갤러리의 웹예능 가짜사나이 2기에 제작지원을 하였다.

## 성분
- 정제수
- 맥아(호주)
- 전분(러시아, 헝가리, 세르비아 등)
- 호프(독일, 미국)
- 산도조절제(안산, 황산칼슘)
- 효소제
- 영양강화제